# Pierre Giraud (homme politique, 1913-1988)
Pour les articles homonymes, voir Giraud et Pierre Giraud.
Pierre Giraud, né à Nantes le 28 février 1913 et mort à Paris 14e le 14 mai 1988, est un homme politique français.

## Biographie
Fils et petit-fils de professeur de lycée, Pierre Giraud fait ses études au lycée Condorcet, à Henri IV et à la faculté des lettres de Paris. En 1929, il adhère au Parti socialiste SFIO dans la 14e section de Paris. Membre de la LAURS et de l’Union fédérale des étudiants, il est secrétaire-adjoint des étudiants socialistes de Paris de 1933 à 1935.
Professeur d’histoire et géographie au lycée de Rennes (1936), il est reçu 16e à l'agrégation en 1938. Il est affecté au lycée d'Amiens puis à Angers (1941) et, enfin, au lycée Michelet à Vanves (1943). Sous l'Occupation, il est membre de Libération-Nord et s’engage dans le mouvement Résistance ouvrière.  A la Libération, il adhère au Syndicat national de l’enseignement secondaire (SNES), dont il est membre de la commission exécutive nationale en 1946 et 1947. 
Il se prononce dans La Revue socialiste de février 1947 contre un départ de la CGT : « Il faut que partout les syndicalistes fassent respecter, à tous les échelons, la démocratie syndicale [...], ils doivent écarter un danger à tout prix : la scission. C'est au sein de la CGT qu'il faut s'unir pour faire triompher le principe du syndicalisme indépendant [...]. Quelle peut être l'attitude des syndiqués socialistes devant cette campagne systématique ? Ils doivent se faire les détenteurs tenaces de l'Indépendance syndicale » .
Il défend toujours cette position lors de la première conférence nationale des Amis de FO qui se tient salle Lancry à Paris les 8 et 9 novembre 1947 : « Appartenant à une fédération où nos camarades ont la majorité, nous pensons, quant à nous, que la scission n'est pas souhaitable. Nous voulons entraîner avec nous la FEN, mais nous ne voulons pas quitter la FEN que nous contrôlons à l'heure actuelle. C'est pourquoi nous pensons qu'il faut rester à la CGT pour s'y battre ».
Lors de la deuxième conférence nationale des Amis de FO des 18 et 19 décembre 1947 réunie salle des Horticulteurs à Paris sa position a évolué : « nous ne prenons pas aujourd'hui devant vous la décision de vous pousser à la scission, parce que  nous pensons que c'est vous militants ouvriers, qui êtes qualifiés pour prendre cette décision, mais nous pouvons vous apporter l'assurance que si, de cette conférence, sort ce soir la décision de quitter la CGT pour former enfin une organisation libre et indépendante, nous ferons tout notre possible, non pas pour vous amener quelques éléments et syndicats épars, mais pour amener dans votre mouvement l'ensemble de la Fédération de l'éducation nationale ». Lors de cette conférence, il est nommé membre de la commission pour l’Éducation nationale»
Pierre Giraud signe dans l’Université syndicaliste du 23 février 1948, un appel à rejoindre la nouvelle confédération CGT-FO intitulé « Pour un syndicalisme indépendant. » De 1950 à 1952, il est secrétaire de la Fédération de l’Éducation nationale Force ouvrière. À ce titre, il présente le rapport moral de la FEN-FO au bureau le 2 octobre 1952

Résistant, animateur des clubs Jean Jaurès, Pierre Giraud devient conseiller municipal de Paris SFIO de 1953 à 1971 et vice-président du Conseil municipal (1956-1957). Il est élu sénateur de 1958 à 1959 et de 1968 à 1977. Il est président national (1962-1974) puis président d’honneur des Cercles d’études socialistes Jean-Jaurès. En 1971 et en 1974, il est délégué représentant la France à l’Assemblée unique des Communautés européennes, et de 1975 à 1977, membre du Parlement européen où il est vice-président du groupe socialiste.
Vice-président délégué de la LICA (LICRA en 1979) de 1971 à 1986 il est, de 1986 à 1988, président de l’association France-Israël–Alliance général Koenig.

## Décorations
- Chevalier de la Légion d'honneur
- Officier de l'ordre des Palmes académiques

## Détail des fonctions et des mandats
Mandats parlementaires
- 8 juin 1958 - 26 avril 1959 : Sénateur de la Seine
- 22 septembre 1968 - 2 octobre 1977 : Sénateur de Paris